# حکیم کی-کاظم
حکیم کی-کاظم (انگلیسی: Hakeem Kae-Kazim؛ زادهٔ ۱ اکتبر ۱۹۶۲) یک هنرپیشه اهل نیجریه است. وی از سال ۱۹۸۷ میلادی تاکنون مشغول فعالیت بوده‌است.
از فیلم‌ها یا برنامه‌های تلویزیونی که وی در آن نقش داشته است می‌توان به سفر به آمریکا، هتل رواندا، دزدان دریایی کارائیب: پایان جهان، ذهن‌های مجرم، هدف انسانی، ۲۴: رستگاری، خاستگاه مردان اکس: ولورین، ۲۴ (فصل ۷)، ان‌سی‌آی‌اس: لس‌آنجلس، لاست، قانون و نظم: واحد قربانیان ویژه، نوامبر سیاه و بادبان‌های سیاه اشاره کرد.